# СК Бенковски - II (Русе)
Спортен клуб „Бенковски – II“ е несъществуващ футболен отбор от Русе, България.
СК „Бенковски – II“ е създаден през 1931 година в района на днешния градски стадион в квартал „Ялта“.
Този тим също е беден финансово, но с голям ентусиазъм и с активната помощ на жителите от квартала и околните райони основателите му успяват да да си построят футболно игрище „Бенковски“, на мястото на което след редица подобрения е построен „Градския стадион“ през 1956 година.
Футболистите на „Бенковски – II“ играят с бели фланелки, зелени гащета и зелени чорапи.
Ръководител на футболния клуб от преди 1944 г. е Иван Димитров (председател)
С.к. „Бенковски – II“ прекратява своята дейност през 1945 г., когато се влива в тима на „Динамо“ (Русе) .